# 小熊村
小熊村（おぐまむら）はかつて岐阜県羽島郡に存在した村である。
現在の羽島市北西部、現在の羽島市小熊町、及び小熊町○○である。
北は境川、西は長良川、南は逆川に挟まれた輪中地帯である。

## 歴史
- かつてこの地域は尾張国葉栗郡であったが、1586年（天正14年）の大洪水により木曽川の流れが大きく変わり、この地域は美濃国に編入され、羽栗郡となる。
- 江戸時代後期、この地域は尾張藩領であった。
- 1897年（明治30年）4月1日 - 東小熊村、西小熊村、島村、川森村が合併し、小熊村になる。
- 1954年（昭和29年）4月1日 - 正木村、足近村、竹ヶ鼻町、上中島村、下中島村、江吉良村、堀津村、福寿村、桑原村と合併し羽島市が発足。同日小熊村廃止。

## 学校
- 小熊村立小熊小学校（現・羽島市立小熊小学校）
- 美濃路中学校（現・羽島市立羽島中学校）

## 神社など
- 阿蘇神社

## その他
- 岐阜県には、かつて厚見郡にも小熊村が存在した。1889年（明治22年）7月1日、岐阜町、今泉村などと合併し、岐阜市となっている。
- 清水太右衛門の出身地　日本の鉄道事故 (1949年以前)#大阪駅清水太右衛門殉職事故